# Sexy (Хор)
«Sexy» (рус. Сексуальность) — пятнадцатый эпизод второго сезона американского музыкального телесериала «Хор», показанный телеканалом Fox 8 марта 2011 года. Сюжет эпизода сосредоточен вокруг вопроса подростковой сексуальности, с которым сталкиваются некоторые студенты школы МакКинли. Помимо этого, в сериал возвращается Гвинет Пэлтроу в роли заменяющего учителя Холли Холлидей, которая на этот раз ведёт уроки полового воспитания. Блейн просит Барта Хаммела, отца Курта, поговорить с сыном о сексе, а Сантана признаётся в любви Бриттани.
Многие критики похвалили создателей за продолжение сюжетной линии с Гвинет Пэлтроу и предпочли предыдущему эпизоду с её участием, «The Substitute». В серии прозвучали кавер-версии пяти песен, которые были выпущены в качестве синглов посредством цифровой дистрибуции и появлялись в чарте Billboard Hot 100 и Canadian Hot 100; четыре из них вошли в альбом Glee: The Music, Volume 5, а пятая, «Animal», в исполнении «Соловьёв» академии Далтон — в альбом Glee: The Music Presents the Warblers вместе с песней «Da Ya Think I’m Sexy?», которая была записана, однако в серии не появилась.

## Сюжет
Заменяющий учитель Холли Холлидей (Гвинет Пэлтроу) возвращается в школу МакКинли, чтобы преподавать уроки полового воспитания. Пообщавшись с хористами, она сообщает Уиллу Шустеру (Мэтью Моррисон), что некоторые его подопечные крайне несведущи в этом вопросе. Шустер предлагает ей использовать в качестве обучения песню, и она исполняет «Do You Wanna Touch Me (Oh Yeah)» Джоан Джетт. Позже Уилл репетирует с ней номер под песню «Kiss» Принса и во время танца целует её, однако Холли уверяет, что у них нет будущего, и она не хочет ранить его чувства.
Сью Сильвестр (Джейн Линч), став руководителем соперничающего хора «Звуковой интенсив», находит в кофейне Курта (Крис Колфер) и его друга Блейна (Даррен Крисс), солистов хора «Соловьи», и говорит им, что для отборочных «Новые горизонты» готовят сексуально-провокационный номер, и что судьи будут ждать от других коллективов того же. Блейн приглашает студенток женской школы и вместе с коллегами по хору исполняет для них «Animal» группы Neon Trees. Во время выступления он замечает неадекватные телодвижения Курта, которые, по его словам, отражают его сексуальность. После разговора Блейн понимает, что Курт стыдится как самой темы, так и самообразования по ней. Блейн решает поговорить с его отцом Бартом (Майк О’Мэлли) и, зная об их доверительных отношениях, посоветовать поговорить с Куртом о сексе. Барт беседует с сыном, пытаясь объяснить разницу между гомосексуальным и гетеросексуальным половыми актами, однако, несмотря на неловкость, разговор заканчивается хорошо.
Члены хора Пак (Марк Саллинг) и Лоурен Зайзис (Эшли Финк) планируют снять секс-видео, однако Холли предостерегает их, что оно будет расцениваться как детская порнография. В знак протеста Пак присоединяется к «клубу целомудрия», который возглавляет Эмма Пилсберри (Джейма Мейс). Эмма считает, что Холли некорректна в вопросах секса, и её уроки не подходят для учеников, и потому решает сама подобрать песню для «Новых горизонтов». Она выбирает «Afternoon Delight» группы Starland Vocal Band, не подозревая, что истинный смысл песни — о сексе. Муж Эммы Карл (Джон Стэймос) обращается к Холли за советом, рассказывая, что за четыре месяца брака с Эммой они ни разу не переспали. Холли ставит вопрос ребром, и Эмма признаётся, что дело в Уилле. Карл сообщает ей, что переезжает в отель.
Холли консультирует Сантану (Ная Ривера) и Бриттани (Хизер Моррис), которые запутались в отношениях друг с другом. Она предлагает им спеть об этом и присоединяется к ним в песне «Landslide» группы Fleetwood Mac, после чего Сантана в слезах признаётся, что влюблена в Бриттани и хочет быть с ней, однако после запугиваний Курта гомофобами, которые вынудили его покинуть МакКинли, она не может совершить каминг-аут. Бриттани говорит, что любит Сантану как подругу, но хочет быть со своим бойфрендом Арти (Кевин Макхейл).
Лоурен раздражает, что Пак присоединился к «клубу целомудрия», и соглашается встречаться с ним. Позже Куинн (Дианна Агрон) появляется на репетиции с синяком на шее от поцелуя Финна (Кори Монтейт), однако уверяет, что это ожог от щипцов для завивки волос. Холли уходит с поста консультанта по половому воспитанию, когда начинают поступать жалобы от родителей. Она говорит Уиллу, что хочет попробовать завязать с ним отношения, и целует его.

## Реакция
Мнения критиков о эпизоде оказались смешанными. Многие одобрили развитие персонажа Гвинет Пэлтроу, а также сюжетную линию с Сантаной-Бриттани и Куртом-Блейном. Кевин Фэллон из The Atlantic отозвался о «Sexy» как об эпизоде «с долей легкомыслия», но и с определёнными нюансами (целомудрие против секса, вопрос гомосексуального полового акта), которые были показаны деликатно. Его коллега Патрик Бёрнс подверг критике рискованность темы, которую решили затронуть создатели, которые, по его мнение, «без особого энтузиазма предприняли попытку морализаторства». Джеймс Понивозик из Time назвал серию «неуклюжей» и отметил, что ей не хватало тонкости в некоторых деликатных моментах, и решение посвятить Пэлтроу большее количество экранного времени было не совсем верным. Некоторые, например, Лиза Моралес из The Washington Post и Реймонд Фландерз из Wall Street Journal также отметили, что её роль оказалась более удачной, чем в предыдущем эпизоде с её участием, «The Substitute». Фландерз добавил: «В прошлый раз она была сумасшедшей головоломкой, в то время как здесь она хитра, сообразительна, более взрослая и соблазнительно дерзкая. Эпизод включал в себя больше комедийных моментов, а также продемонстрировал её впечатляющие танцевальные навыки». Родительским телевизионным советом (PTS) эпизод был назван худшим в соответствующей неделе показа из-за откровенного содержания.